# Osedax mucofloris
Osedax mucofloris är en ringmaskart som beskrevs av Glover, Källström, Smith och Dahlgren 2005. Osedax mucofloris ingår i släktet Osedax och familjen skäggmaskar. Inga underarter finns listade i Catalogue of Life.